# Tour de Francia 1933
El 27º Tour de Francia se disputó entre el 27 de junio y el 23 de julio de 1933 con un recorrido de 4395 km. dividido en 23 etapas..
Participaron 80 ciclistas de los que sólo llegaron a París 40 ciclistas. En esta edición se introdujo la clasificación de mejor escalador cuyo primer ganador fue el español Vicente Trueba.
El vencedor cubrió la prueba a una velocidad media de 29,82 km/h.

## Equipos participantes
De 1930 a 1961, el Tour de Francia se disputó por selecciones nacionales. Las cinco selecciones de esa edición fueron Francia, Bélgica, Italia, Suiza y un equipo mixto de Alemania y Austria. Cuarenta ciclistas independientes más se unieron al pelotón para formar un total de 80 ciclistas.
| Dorsales | Equipo            |
| -------- | ----------------- |
| 1-8      | Bélgica           |
| 9-16     | Italia            |
| 17-24    | Suiza             |
| 25-32    | Alemania/ Austria |
| 33-40    | Francia           |
| 101-140  | Independientes    |

## Etapas
| Etapa | Fecha     | Recorrido                     | Distancia (km) | Ganador            | Líder              |
| ----- | --------- | ----------------------------- | -------------- | ------------------ | ------------------ |
| 1.ª   | 27 de jun | París-Lille                   | 262            | Maurice Archambaud | Maurice Archambaud |
| 2.ª   | 28 de jun | Lille-Charleville-Mézières    | 192            | Learco Guerra      | Maurice Archambaud |
| 3.ª   | 29 de jun | Charleville-Mézières-Metz     | 166            | Alfons Schepers    | Maurice Archambaud |
| 4.ª   | 30 de jun | Metz-Belfort                  | 220            | Jean Aerts         | Maurice Archambaud |
| 5.ª   | 1 de jul  | Belfort-Evian-les-Bains       | 293            | Léon Louyet        | Maurice Archambaud |
| 6.ª   | 3 de jul  | Evian-les-Bains-Aix-les-Bains | 207            | Learco Guerra      | Antonin Magne      |
| 7.ª   | 4 de jul  | Aix-les-Bains-Grenoble        | 229            | Learco Guerra      | Maurice Archambaud |
| 8.ª   | 5 de jul  | Grenoble-Gap                  | 102            | Georges Speicher   | Maurice Archambaud |
| 9.ª   | 6 de jul  | Gap-Digne-les-Bains           | 227            | Georges Speicher   | Georges Lemaire    |
| 10.ª  | 7 de jul  | Digne-les-Bains-Niza          | 156            | Fernand Cornez     | Georges Lemaire    |
| 11.ª  | 9 de jul  | Niza-Cannes                   | 128            | Maurice Archambaud | Maurice Archambaud |
| 12.ª  | 10 de jul | Cannes-Marsella               | 208            | Georges Speicher   | Georges Speicher   |
| 13.ª  | 11 de jul | Marsella-Montpellier          | 168            | André Leducq       | Georges Speicher   |
| 14.ª  | 12 de jul | Montpellier-Perpiñán          | 177            | André Leducq       | Georges Speicher   |
| 15.ª  | 14 de jul | Perpiñán-Ax-les-Thermes       | 158            | Jean Aerts         | Georges Speicher   |
| 16.ª  | 15 de jul | Ax-les-Thermes-Luchon         | 165            | Léon Louyet        | Georges Speicher   |
| 17.ª  | 16 de jul | Luchon-Tarbes                 | 91             | Jean Aerts         | Georges Speicher   |
| 18.ª  | 17 de jul | Tarbes-Pau                    | 172            | Learco Guerra      | Georges Speicher   |
| 19.ª  | 19 de jul | Pau-Burdeos                   | 233            | Jean Aerts         | Georges Speicher   |
| 20.ª  | 20 de jul | Burdeos-La Rochelle           | 183            | Jean Aerts         | Georges Speicher   |
| 21..ª | 21 de jul | La Rochelle-Rennes            | 266            | Jean Aerts         | Georges Speicher   |
| 22.ª  | 22 de jul | Rennes-Caen                   | 169            | René Le Grevès     | Georges Speicher   |
| 23.ª  | 23 de jul | Caen-París                    | 222            | Learco Guerra      | Georges Speicher   |

## Clasificación general

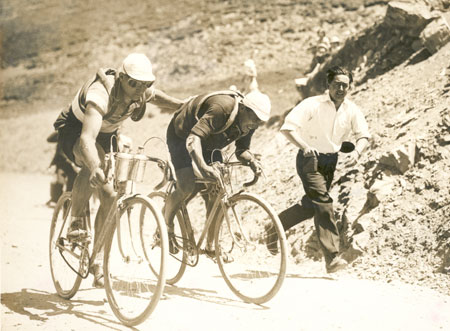
Georges Speicher y André Leducq en el Tour de Francia 1933

| Clasificación general |                    |          |                   |
| Ciclista              | Ciclista           | Equipo   | Tiempo            |
| --------------------- | ------------------ | -------- | ----------------- |
| 1.º                   | Georges Speicher   | Francia  | 147 h 51 min 37 s |
| 2.º                   | Learco Guerra      | Italia   | + 4 min 01 s      |
| 3.º                   | Giuseppe Martano   | Italia   | + 5 min 08 s      |
| 4.º                   | Georges Lemaire    | Bélgica  | + 15 min 45 s     |
| 5.º                   | Maurice Archambaud | Francia  | + 21 min 22 s     |
| 6.º                   | Vicente Trueba     | España   | + 27 min 27 s     |
| 7.º                   | Léon Level         | Francia  | + 35 min 19 s     |
| 8.º                   | Antonin Magne      | Francia  | + 36 min 37 s     |
| 9.º                   | Jean Aerts         | Bélgica  | + 42 min 53 s     |
| 10.º                  | Kurt Stoepel       | Alemania | + 45 min 28 s     |

## Clasificaciones secundarias

### Clasificación de la montaña
| Clasificación de la montaña |                  |               |        |
| Ciclista                    | Ciclista         | Equipo        | Puntos |
| --------------------------- | ---------------- | ------------- | ------ |
| 1.º                         | Vicente Trueba   | Independiente | 134    |
| 2.º                         | Antonin Magne    | Francia       | 81     |
| 3.º                         | Giuseppe Martano | Independiente | 78     |

### Clasificación equipos
| Clasificación por equipos |                    |                   |
| Equipo                    | Equipo             | Tiempo            |
| ------------------------- | ------------------ | ----------------- |
| 1.º                       | Francia            | 444 h 32 min 50 s |
| 2.º                       | Bélgica            | + 1 h 20 min 56 s |
| 3.º                       | Alemania / Austria | + 2 h 40 min 24 s |